# Марина Висковић
Марина Висковић (Београд, 23. фебруар 1988) српска је певачица.

## Детињство
Рођена је 26. фебруара 1988. године у Земуну, где је завршила основну и средњу школу. Уписала је Психологију на Факултету за медије и комуникације у Београду.

## Музичка каријера
Пре него што је постала позната широм земље, Марина је већ уживала велику популарност у Београду, као носилац статуса најангажованије певачице у клубовима и на сплавовима. Своју прву песму, Где сам грешила, снимила је 2008. године и објавила је на Јутјубу 2009. године. За врло кратко време, песма је стекла велику популарност и остварила значајан број прегледа, те је Висковићева одлучила да сними и видео–спот који ће пратити песму. Занимљиво је то да се за Маринин први сингл везује анегдота, по којој је девојка која је отпевала песму извршила самоубиство. Временом, прича је постала богатија за разне мотиве — Марина се убила иако је била у другом стању, а пре него што се убила, умрли су њени родитељи. Касније, у једном интервјуу, Висковићева је објаснила зашто је елементе ове познате београдске приче пренела у спот и нашалила се да је каријеру започела тако што се убила. Исте године, Висковићева је добила позив од Аце Лукаса да отвори његов концерт у Београдској арени, те је певачица тако наступила пред око 20.000 људи. Данас истиче да је захвална Лукасу што јој је помогао да се пробије на домаћој музичкој сцени. Свој први албум Алиса у земљи чуда издала је 2013. године. Песме које су се нашле на њему позитивно су дошле до публике; такође, Марина је овај албум екранизовала високобуџетним видео-спотовима. Свој следећи албум објављује 2015. године, на њему су се нашли хитови Љубав за сва времена, Погрешна, Кавез, Замало, Жена, Сломи чашу. Марина је такође и овај албум екранизовала. У сарадњи са Банетом Опачићем 2016. године издаје сингл Мој пакао, баладу која је такође наишла на добар пријем код публике. Године 2017. године објављује песму Проблеми богаташа и том песмом најављује свој трећи студијски албум, који је реализовала у априлу 2018. године. Пре албума објавила је песму Милион. На албуму су се нашле песме Вуду лутка, Јаче јаче, Воли ме не воли, Приватно обезбеђење, Лудара, Двоструки живот, Алармантно, Она (не) зна, Дијетална кола. Албум пролази готово незапажено, због неодговорности продуцената, иако је чињеница то да је Марина у овај пројекат уложила око 100 хиљада евра и да спотови изгледају светски. Марина је после овог албума направила студијску паузу од годину дана, а остала је активна на друштвеним мрежама и у контакту са својим највернијим фановима.

## Приватни живот
Висковићева је за свој двадесети рођендан од родитеља добила стан у београдском насељу Алтина. Једна је од ретких јавних личности које отворено говоре о пластичној хирургији. Марина је открила да је у уградила импланте у груди и усне. Важи за једну од најатрактивнијих српских певачица.
Већ неколико година је, како каже, срећно заљубљена, али истиче да њен партнер није позната личност.

## Дискографија

### Албуми
| Албум              | Година | Хитови                                                                |
| ------------------ | ------ | --------------------------------------------------------------------- |
| Алиса у земљи чуда | 2013   | Алиса у земљи чуда Суперхерој Погрешан рај Литар крви Где сам грешила |
| Клуб утехе         | 2015   | Љубав за сва времена Кавез Упомоћ Колапс                              |
| Хиљаду лица        | 2018   | Бенседини Проблеми богаташа Милион                                    |

### Спотови
| Спот                 | Година | Режисер             |
| -------------------- | ------ | ------------------- |
| Где сам грешила      | 2010   | Дејан Милићевић     |
| Суперхерој           | 2011   | Creative4D          |
| Погрешан рај         | 2012   | Милош Надаждин      |
| Алиса у земљи чуда   | 2013   | Милош Надаждин      |
| Литар крви           | 2013   | Милош Надаждин      |
| Колапс               | 2014   | Миша Обрадоић       |
| Љубав за сва времена | 2015   | G★ Production       |
| Кавез                | 2015   | G★ Production       |
| Погрешна             | 2015   | G★ Production       |
| Сломи чашу           | 2015   | G★ Production       |
| Жена                 | 2015   | G★ Production       |
| Замало               | 2015   | Милош Надаждин      |
| Срце ледено          | 2016   | Toxic Entertainment |
| Мој пакао            | 2016   | DaVideo             |
| Бенседини            | 2017   | DaVideo             |
| Проблеми богаташа    | 2017   | DaVideo             |
| Вуду лутка           | 2018   | Ljubba              |
| Јаче јаче            | 2018   | Ljubba              |
| Приватно обезбеђење  | 2018   | Ljubba              |
| Дијетална кола       | 2018   | Ljubba              |
| Она (не) зна         | 2018   | Ljubba              |
| Лудара               | 2018   | Ljubba              |
| Двоструки живот      | 2018   | Ljubba              |
| Воли ме не воли      | 2018   | Ljubba              |
| Алармантно           | 2018   | Ljubba              |
| Напоље               | 2020   | Немања Новаковић    |
| Љуби ме ту           | 2020   |                     |
| Булевари             | 2021   | Немања Новаковић    |
| Казабланка           | 2021   | Немања Новаковић    |
| Пиће и таблете       | 2022   | Марко Тодоровић     |
| Ибиза                | 2022   | Марко Тодоровић     |
| Бомба                | 2022   | Марко Тодоровић     |
| Упаљач               | 2022   | Андреја Дамнјановић |
| Божићна песма        | 2022   | Исидора Мијановић   |
| Вара                 | 2023   |                     |
| Превентивно          | 2023   |                     |
| Славим               | 2023   | D.M.Clauss          |
| Пожели ме у поноћ    | 2023   |                     |
| Лопови               | 2024   | Душан Јауковић      |
| Болеђу те заувек     | 2024   |                     |

## Фестивали
- 2014: Pink Music Festival, Београд — Парализуј ме
- 2015: Pink Music Festival, Београд — Женска песма